# カジミエラ・ルプリエネ
カジミエラ・ルプリエネ（Kazimiera Ruplienė、1945年5月12日 - ）は、リトアニアの政治活動家。パネヴェジース近郊カベレイ (Kabeliai) 在住。

## 経歴
1998年、「ヴィンヴァ」および「ウーキョ・トヴァルキートヤイ」で経理責任者。
1997年からリトアニア社会民主党 (LSDP) パネヴェジース地区支部に所属。2000年、同支部支部長を務める。同年、パネヴェジース地区議会議員選挙にLSDPから立候補。
二児の母。ロシア語を話す。